# Leucoloma schelpei
Leucoloma schelpei är en bladmossart som beskrevs av Potier de la Varde 1957. Leucoloma schelpei ingår i släktet Leucoloma och familjen Dicranaceae. Inga underarter finns listade i Catalogue of Life.